# Charles Piroth
Charles Piroth, francoski častnik, * 1906, † 15. marec 1954, Dien Bien Phu.

## Življenjepis
Podpolkovnik Piroth je najbolj znan kot namestnik poveljnika in artilerijski poveljnik francoske garnizije pri Dien Bien Phuju, ki je bil tako zaverovan v moč svojih topov in havbic, da je ob pripravah za ustanovitev garnizije izjavil, da v primeru vietnamskega napada nobeno njihovo artilerijsko orožje ne bo ustrelilo trikrat, saj jih bo prej on uničil.
Ko se je začela bitka za Dien Bien Phu, je Piroth kmalu ugotovil svojo zmoto, kar ga je tako potrlo, da je naredil samomor (šel je v bunker, aktiviral ročno bombo in legel nanjo). Poveljnik garnizije general Christian de Castries je smatral, da bo njegova smrt prizadela moralo, zato je ukazal v tajnosti zakopati njegovo truplo v bunker in nato poslal sporočilo, da je Piroth izginil.